# Xã Drake, Quận Macon, Missouri
Xã Drake (tiếng Anh: Drake Township) là một xã thuộc quận Macon, tiểu bang Missouri, Hoa Kỳ. Năm 2010, dân số của xã này là 72 người.